# Rodney Crowell
Rodney Crowell (Houston, 7 augustus 1950) is een Amerikaanse countryzanger, singer-songwriter en producent. Crowell heeft vijf nummer-één-singles gehad in de Hot Country Songs, allemaal van zijn album Diamonds & Dirt uit 1988. Hij heeft ook liedjes geschreven en geproduceerd voor andere artiesten.
Hij werd beïnvloed door songwriters Guy Clark en Townes Van Zandt. Crowell speelde gitaar en zong drie jaar in de Hot Band van Emmylou Harris.
Hij heeft in zijn carrière twee Grammy Awards gewonnen, één in 1990 voor «Best Country Song» voor het nummer After All This Time en één in 2014 voor «Best Americana Album» voor zijn album Old Yellow Moon.

## Biografie
Crowell werd geboren op 7 augustus 1950 in Houston als zoon van James Walter Crowell en Addie Cauzette Willoughby.
Hij kwam uit een muzikale familie, met een grootvader als kerkkoorleider en de andere als bluegrassbanjospeler. Zijn grootmoeder speelde gitaar en zijn vader zong semi-professioneel in bars en honky-tonks. Op elfjarige leeftijd begon hij met drummen in de band van zijn vader. In zijn tienerjaren speelde hij in verschillende garagerockbands in Houston, waar hij hits van de dag vertolkte met een paar countrynummers.

### 1972–1986: Vroege carrière
In augustus 1972 verhuisde hij naar Nashville (Tennessee) op zoek naar een muzikale carrière en kreeg een baan als songwriter, nadat hij werd ontdekt door Jerry Reed. Later ontmoette en raakte hij bevriend met collega-songwriter Guy Clark, die een grote invloed op zijn songwriting had en vice versa. Emmylou Harris had het lied Bluebird Wine van Crowell opgenomen op haar album Pieces of the Sky en had een verzoek ingediend om hem te ontmoeten. Nadat hij begin januari 1975 bij Emmylou op haar optreden in het Armadillo World Headquarters had gezeten, vroeg ze hem om ritmegitaar te spelen in haar begeleidingsband The Hot Band. Hij accepteerde en vertrok de volgende dag om zich bij Emmylou in Los Angeles te voegen.
In 1977 vormde hij als nevenproject de muzikale band The Cherry Bombs, samen met Vince Gill, Tony Brown en anderen. Een jaar later tekende hij een solodeal met Warner Bros. Records en eind 1978 bracht hij zijn debuutalbum Ain't Living Long Like This uit.
Zijn debuutalbum, evenals zijn volgende twee albums But What Will the Neighbours Think en Rodney Crowell, waren commercieel niet succesvol ondanks het vergaren van een enorme cult-aanhang. Crowell zelf bekritiseerde zijn debuutalbum omdat het niet dezelfde helderheid en energie op vinyl had vertaald als in de studio. Zijn single Ashes by Now van But What Will the Neighbours Think bereikte in 1980 nummer 37 in de Billboard Hot 100.
Hoewel hij al verschillende countryhits had van artiesten die zijn liedjes coverden (waaronder I Ain't Living Long Like This van Waylon Jennings, Leaving Louisiana... van de The Oak Ridge Boys en verschillende covers van Johnny Cash, Rosanne Cash, Emmylou Harris, Jerry Reed en anderen), kreeg Crowell zijn eerste grote voorproefje van het succes van het schrijven van popsongs met Shame on the Moon, dat werd opgenomen op het album The Distance uit 1982 van Bob Seger & the Silver Bullet Band. Glenn Frey voegde zich bij Seger op de achtergrondharmonie op het nummer. Het lied, dat een brede dwarsdoorsnede van luisteraars aansprak, stond vier weken op nummer twee in de Billboard Hot 100-hitlijst voor popsingles, stond bovenaan in de Adult Contemporary hitlijst en kwam begin 1983 in de Top 15 van de country-hitlijst. De poëtische en hypnotische stijl van het lied hielp Crowells cultstatus te verhogen.
Het album Rodney Crowell werd uitgebracht in 1981 door Warner Bros. Records en was zijn laatste album op dat label voordat hij overstapte naar Columbia Records. Het eerste album dat Crowell door hemzelf produceerde, bereikte nummer 47 in de Top Country Albums-hitlijst en nummer 105 in de Billboard 200-albumlijst. De nummers Stars on the Water en Victim or a Fool werden uitgebracht als singles. Stars on the Water bereikte nummer 30 in de Hot Country Songs-hitlijst, Crowells hoogste klassering tot op dat moment. Het piekte op nummer 21 in de Canadese hitlijsten. Victim or a Fool bereikte nummer 34 in de Verenigde Staten.
In 1981 pauzeerde Crowell zijn carrière om verschillende albums van zijn vrouw Rosanne Cash te produceren.
In 1983 had Crystal Gayle een nummer 1-country-single met zijn nummer Til I Gain Control Again van haar eerste Elektra-album True Love. Het nummer werd voor het eerst opgenomen in 1975 door Emmylou Harris en verscheen dat jaar bij Elite Hotel.
In 1984 keerde Crowell terug naar het werken aan zijn eigen muziekcarrière en nam Street Language op, wat een nieuw album voor Warner Bros. zou worden. Dat album, een pop-klinkende poging gecoproduceerd door David Malloy, werd afgewezen door Warner Bros en nooit uitgebracht. Warner Bros. verzocht om een meer Nashville-vriendelijke plaat, maar Crowell onderhandelde over een opheffing van zijn contract en verhuisde naar Columbia Records.

### 1986-1995: Columbia Records en mainstream succes
Na het produceren van Rhythm & Romance van Rosanna Cash, tekende Crowell in 1986 bij Columbia Records. Zijn eerste album voor dat label werd herbewerkt als Street Language in coproductie met Booker T. Jones en met een mix van soul- en countrymuziek. Het album haalde het niet.
Hoewel hij vooral bekend was als songwriter en alternatieve countryartiest, genoot Crowell eind jaren 1980 en begin jaren 1990 mainstream populariteit. Zijn veelgeprezen album Diamonds & Dirt uit 1988 produceerde vijf opeenvolgende nummer 1-singles gedurende een periode van 17 maanden in 1988 en 1989: It's Such a Small World (een duet met Cash), I Couldn't Leave You If I Tried, She's Crazy For Leavin, After All This Time en Above and Beyond (een cover van Buck Owens' hit uit 1962). Crowells After All This Time won in 1990 de Grammy Award voor «Best Country Song». Zijn vervolgalbum Keys to the Highway uit 1989, produceerde in 1990 de twee top 5-hits Many a Long and Lonesome Highway en If Looks Could Kill.
Na Life Is Messy uit 1992 verliet hij Columbia Records en tekende hij bij MCA Records, waar hij de twee albums Let the Picture Paint Itself en Jewel of the South uitbracht.

### 2001-2010: Songwriting succes, lovende kritieken
Crowell bleef succes genieten als songwriter in de jaren 1990 en 2000. Crowells nummers die in het decennium de top tien van de country-hitlijsten bereikten, waren onder meer Song for the Life van Alan Jackson, Making Memories of Us van Keith Urban, Ashes by Now van Lee Ann Womack en Please Remember Me door Tim McGraw.
In 2001, na een korte onderbreking van de opnamen, bracht Crowell The Houston Kid uit bij Sugar Hill Records, zijn eerste studioalbum sinds Jewel of the South uit 1995. Veel nummers op het album waren semi-autobiografisch en het album bevatte een duet dat Crowell in 1998 had opgenomen en uitgebracht als de single I Walk the Line Revisited met zijn ex-schoonvader Johnny Cash. Crowell volgde deze poging met Fate's Right Hand in 2003 en The Outsider in 2005, die beide verschenen bij Columbia Nashville, een divisie van Sony Music. Vooraanstaande critici en Crowell beschouwen deze drie albums als zijn beste werk als soloartiest.
In 2004 werd The Notorious Cherry Bombs uitgebracht, een reünie van Crowells roadband uit de jaren 1970, waaronder Vince Gill en Tony Brown. De toekomstige hit Making Memories of Us van Keith Urban stond op deze schijf. In 2005 was Crowell producent voor de gevestigde Ierse singer-songwriter Kieran Goss op het album Blue Sky Sunrise.
Crowell bracht zijn volgende album Sex & Gasoline uit bij Yep Roc Records in 2008, waarmee hij zijn relatie met Sony Music beëindigde. Het album kreeg een Grammy-nominatie voor «Best Contemporary Folk/Americana Album». Crowell speelt een prominente rol in het boek The World in Six Songs van muzikant-neurowetenschapper Daniel Levitin, waarvoor hij werd geïnterviewd. De drie Crowell-nummers Shame On The Moon, I Know Love Is All I Need en I Walk the Line Revisited staan in het boek.
In 2009 schreef Crowell het titelnummer van Wynonna Judd bij haar album Sing: Chapter 1, dat ook in 2009 werd uitgebracht. Het nummer kreeg verschillende remixen van elektronische dancemuziek en werd naar de danceradio gestuurd als Judds tweede publicatie van het album. In augustus 2009 bereikte de single nummer 4 in de Amerikaanse Billboard Hot Dance Club Songs-hitlijst.
Crowell produceerde het album Lifted Off the Ground van Chely Wright uit 2009. Wright had ook een cameo-optreden in Crowells muziekvideo uit 2008 voor zijn single Sex and Gasoline.

### 2011-heden
Vintage Books publiceerde in 2011 Crowells memoires Chinaberry Sidewalks, die zich voornamelijk richt op de relatie van Crowell met het huwelijk van zijn ouders en zijn eigen vroege jaren van zijn opgroeien in Houston
In 2012 bracht Vanguard Records KIN: Songs uit van Rodney Crowell en Mary Karr. Karr schreef de teksten en Crowell zette ze op muziek. KIN was Karrs eerste poging tot songwriting. Crowell speelde vier nummers op het album, één als duet met Kris Kristofferson. Een verscheidenheid aan andere artiesten namen de andere nummers op het album op, waaronder Norah Jones, Vince Gill, Lucinda Williams, Lee Ann Womack, Rosanne Cash, Kris Kristofferson en Emmylou Harris.
Op 26 februari 2013 brachten Crowell en Emmylou Harris Old Yellow Moon uit bij Harris' oude label Nonesuch Records. Het album bereikte nummer 4 in de Billboard Country albums hitlijst en nummer 29 in de Billboard Hot 200 hitlijst. In 2013 won het album de «Americana Music Awards' Album of the Year» Award en Crowell en Harris werden uitgeroepen tot groep/duo van het jaar. Op 26 januari 2014 won Crowell zijn tweede Grammy Award, toen Old Yellow Moon de Grammy won voor «Best Americana Album». Op 11 mei 2015 brachten Crowell en Emmylou Harris The Traveling Kind uit bij Nonesuch Records.
Crowell bracht zijn eerste album Tarpaper Sky uit bij New West Records op 15 april 2014. Crowell produceerde de plaat samen met zijn oude medewerker Steuart Smith. In het najaar van 2014 werd Crowell ingehuurd als muzikaal leider voor de Hank Williams biopic I Saw the Light.
In 2015 verzorgde Crowell de achtergrondzang voor It Does't Hurt Right Now, een nummer dat hij samen met Jewel schreef voor haar album Picking Up the Pieces, en voor Holy War, een nummer dat verschijnt op I Am the Rain, een album uit 2016 van Chely Wright. Op 20 december 2016 bracht Crowell een videoclip uit voor het nummer It Ain't Over Yet, met gastvocalen van Rosanne Cash en John Paul White, evenals harmonie van Mickey Raphael. Het nummer verschijnt op zijn album Close Ties, dat in 2017 werd uitgebracht. Het album bevat ook het duet I'm Tied To Ya met Sheryl Crow.
In 2019 ontving Crowell de Poet's Award van de Academy of Country Music voor zijn prestaties op het gebied van songwriting. Hij zou ook een gezamenlijk album TEXAS uitbrengen op 15 augustus 2019.
Op 25 juni 2019 vermeldde The New York Times Magazine Rodney Crowell als een van de honderden artiesten wiens materiaal naar verluidt werd vernietigd tijdens de Universal-brand van 2008.

## Privéleven
In 1975 trouwde Crowell met zijn Nashville-vriendin Martha Dant Watts. Hun dochter Hannah werd geboren in mei 1976. Het korte huwelijk eindigde in een scheiding, waarbij Crowell de voogdij over Hannah behield. Crowell was vervolgens van 1979 tot 1992 getrouwd met Rosanne Cash (dochter van Johnny Cash) en ze hadden invloed op elkaars carrières, waarbij Crowell in die periode de meeste van haar albums produceerde en haar succes zijn songwriting beïnvloedde. Ze werkten samen aan een aantal duetten, waaronder It's Such a Small World uit 1988. Hoewel Crowell en Cash nu gescheiden zijn, blijven ze bevriend en treden ze af en toe samen op. Crowell en Cash hebben drie dochters, Caitlin (geb. 1980), Chelsea (geb. 1982) en Carrie (geb. 1988). Crowell trouwde in 1998 met Claudia Church en wonen ten zuiden van Nashville.

## Onderscheidingen en nominaties
- 2003: Opname in de Nashville Songwriters Hall of Fame (met Hal Blair, Paul Overstreet en John Prine)
- 2007: Opname in de Music City Walk of Fame

Americana Music Honors & Awards
| Jaar | Genomineerd werk                     | Award                                     | Resultaat |
| ---- | ------------------------------------ | ----------------------------------------- | --------- |
| 2004 | Fate's Right Hand                    | Song of the Year                          | Winst     |
| 2004 | Fate's Right Hand                    | Album of the Year                         | Nominatie |
| 2006 | The Outsider                         | Album of the Year                         | Nominatie |
| 2006 | Don't Get Me Started                 | Song of the Year                          | Nominatie |
| 2006 | Rodney Crowell                       | Lifetime Achievement Award in Songwriting | Winst     |
| 2009 | Sex and Gasoline                     | Song of the Year                          | Nominatie |
| 2013 | Old Yellow Moon (met Emmylou Harris) | Album of the Year                         | Winst     |
| 2013 | Rodney Crowell & Emmylou Harris      | Best Duo/Group                            | Winst     |
| 2016 | Rodney Crowell & Emmylou Harris      | Best Duo/Group                            | Winst     |
| 2017 | It Ain't Over Yet                    | Song of the Year                          | Winst     |
| 2017 | Close Ties                           | Album of the Year                         | Nominatie |

Academy of Country Music Awards
| Jaar | Genomineerd werk              | Award                                 | Resultaat |
| ---- | ----------------------------- | ------------------------------------- | --------- |
| 1981 | Seven Year Ache               | Single Record of the Year (producent) | Nominatie |
| 1981 | Seven Year Ache               | Album of the Year (producer)          | Nominatie |
| 1988 | Rodney Crowell & Rosanne Cash | Top Vocal Duet                        | Nominated |
| 1988 | Rodney Crowell                | Top New Male Vocalist                 | Winst     |
| 1989 | Rodney Crowell                | Top Male Vocalist                     | Nominatie |
| 1989 | After All This Time           | Song of the Year (artist)             | Nominatie |
| 1989 | Diamonds & Dirt               | Album of the Year                     | Nominatie |
| 1999 | Please Remember Me            | Song of the Year                      | Nominatie |
| 2019 | Rodney Crowell                | Poet's Award                          | Winst     |

ASCAP Country Music Awards
| Jaar | Genomineerd werk | Award           | Resultaat |
| ---- | ---------------- | --------------- | --------- |
| 2017 | Rodney Crowell   | Founder's Award | Winst     |

Country Music Association Awards
| Jaar | Genomineerd werk                       | Award                     | Resultaat |
| ---- | -------------------------------------- | ------------------------- | --------- |
| 1988 | Diamonds & Dirt                        | Album of the Year         | Nominatie |
| 1988 | Rodney Crowell & Rosanne Cash          | Vocal Event of the Year   | Nominatie |
| 1989 | Rodney Crowell                         | Male Vocalist of the Year | Nominatie |
| 1989 | After All This Time                    | Single of the Year        | Nominatie |
| 1989 | After All This Time                    | Song of the Year          | Nominatie |
| 1989 | After All This Time                    | Video of the Year         | Nominatie |
| 1990 | Rodney Crowell                         | Male Vocalist of the Year | Nominatie |
| 1999 | Please Remember Me (met Will Jennings) | Song of the Year          | Nominatie |

Grammy Awards
| Jaar | Genomineerd werk                                                                         | Award                                  | Resultaat |
| ---- | ---------------------------------------------------------------------------------------- | -------------------------------------- | --------- |
| 1986 | I Don't Know Why You Don't Want Me (met Rosanne Cash)                                    | Best Country Song                      | Nominatie |
| 1989 | I Couldn't Leave You If I Tried                                                          | Best Country Song                      | Nominatie |
| 1990 | After All This Time                                                                      | Best Country Song                      | Winst     |
| 2005 | It's Hard to Kiss The Lips at Night That Chew Your Ass Out All Day Long (met Vince Gill) | Best Country Song                      | Nominatie |
| 2009 | Sex & Gasoline                                                                           | Best Contemporary Folk/Americana Album | Nominatie |
| 2014 | Old Yellow Moon (met Emmylou Harris)                                                     | Best Americana Album                   | Winst     |
| 2016 | The Traveling Kind (met Emmylou Harris)                                                  | Best Americana Album                   | Nominatie |
| 2016 | The Traveling Kind (met Emmylou Harris en Cory Chisel)                                   | Best American Roots Song               | Nominatie |

## Discografie
Voor discografie zie Discografie van Rodney Crowell
- 1978: Ain't Living Long Like This
- 1980: But What Will the Neighbors Think
- 1981: Rodney Crowell
- 1986: Street Language
- 1988: Diamonds & Dirt
- 1989: Keys to the Highway
- 1989: Collection
- 1992: Life Is Messy
- 1994: Let the Picture Paint Itself
- 1995: Jewel of the South
- 1997: The Cicadas
- 2001: The Houston Kid
- 2003: Fate Right's Hand
- 2004: The Essential Rodney Crowell
- 2005: The Outsider
- 2008: Sex and Gasoline
- 2013: Old Yellow Moon (Emmylou Harris & Rodney Crowell)
- 2014: Tarpaper Sky
- 2015: The Traveling Kind (Emmylou Harris & Rodney Crowell)
- 2017: Close Ties

- Bibsys: 6002671
- Bibliothèque nationale de France: cb13941759s (data)
- Gemeinsame Normdatei: 134621433
- International Standard Name Identifier: 0000 0001 1510 8813
- Library of Congress Control Number: n91108215
- MusicBrainz: a201fa9d-5896-423d-b629-327228c62a7c
- Nationale Bibliotheek van Tsjechië: xx0046359
- Système universitaire de documentation: 082334390
- Virtual International Authority File: 17412662
- WorldCat: E39PBJpV6xHBRjJJmrq7BCwcT3